# Clouddead
I Clouddead (stilizzato cLOUDDEAD) sono stati un gruppo rap statunitense attivo tra il 1999 e il 2004, composto da Adam Drucker (voce), Yoni Wolf (voce) e David Madson (musica). Il loro nome è un riferimento a un gioco che la sorella di Adam Drucker gli faceva quando era una bambina.
Lo stile dei Clouddead è notoriamente difficile da inquadrare. Sebbene sia strettamente legato all'hip-hop le sue influenze spaziano dall'electronica, alla psichedelia, all'ambient e all'indie rock. Sono stati identificati per queste ragioni un gruppo di hip hop alternativo e sperimentale.
Il loro primo omonimo album è stato acclamato dalla critica e dalla stampa specialistica.

## Formazione
- Adam Drucker – voce
- Yoni Wolf – voce
- David Madson – strumentazione elettronica

## Discografia
- 2001 – Clouddead
- 2004 – Ten